# Hoplodrina egens
Hoplodrina egens är en fjärilsart som beskrevs av Adrian Hardy Haworth 1809. Hoplodrina egens ingår i släktet Hoplodrina och familjen nattflyn. Inga underarter finns listade i Catalogue of Life.